# Plastficka

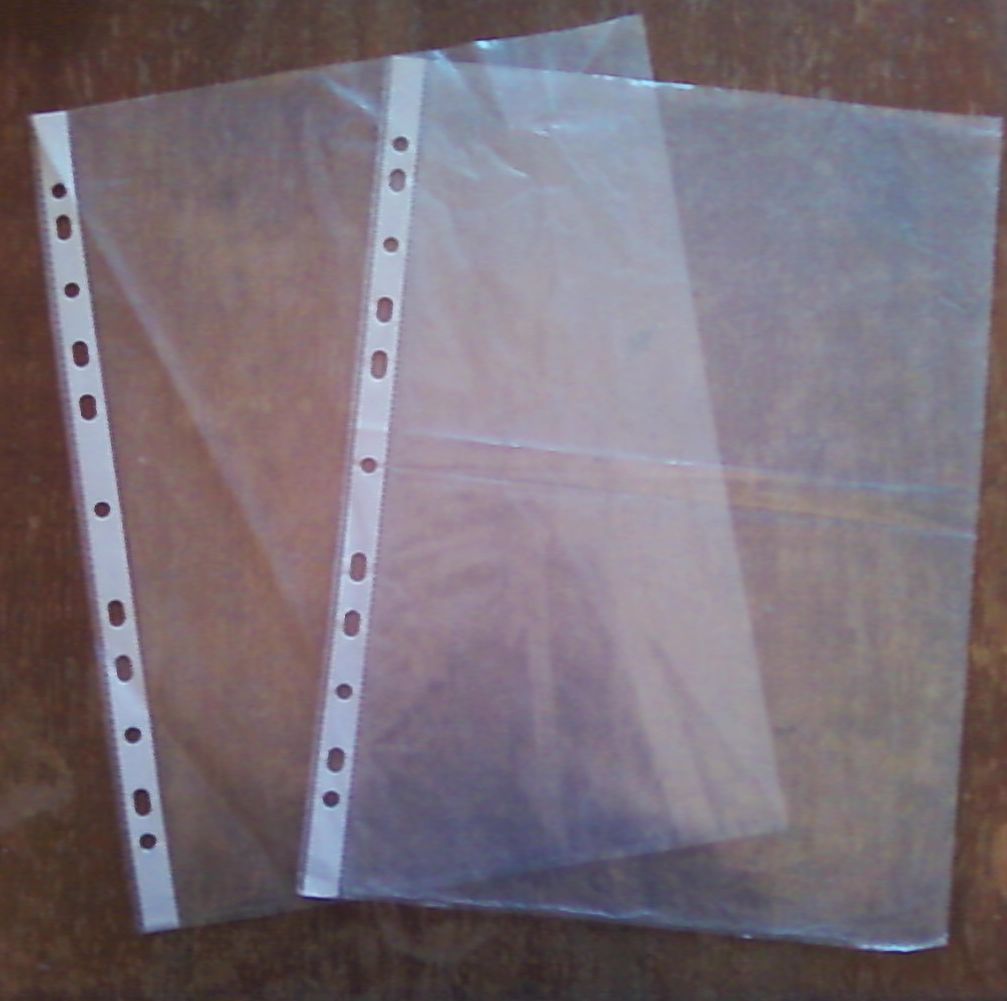
Två plastfickor

En plastficka är en platt, slitsad plastpåse med perforerad kant som används för pappersdokument.

## Fysiska egenskaper
Plastfickor är oftast transparenta eller halvtransparenta för att tillåta visning av innehållet i ett dokument utan att det behöver tas ut. De skyddar pappersdokument från repor, vatten, fläckar och fingeravtryck, och förhindrar delvis att dokumenten blir skrynkliga. Plastfickor har flera hål i den vänstra kanten så att de kan sättas in i en pärm. Hålen i plastfickor gör att man inte behöver göra hål i dokumenten i sig.
Det mest använda materialet för plastfickor är polypropen. Emellertid finns det även plastfickor av polyeten, cellofan eller andra plaster. Plastfickor är tillverkade i flera storlekar, med den vanligaste är A4 i Europa, eller 8,5" x 11" i USA.

## Användning
En plastficka kan innehålla endast ett litet antal pappersark. Ofta finns det bara ett blad per ficka. Ibland kan en plastficka innehålla två ark, vardera med ensidig text utåt.